# Stenosepala hirsuta
Stenosepala  es un género monotípico de plantas con flores perteneciente a la familia de las rubiáceas.   Su única especie: Stenosepala hirsuta, se encuentra en  el centro y sur de América tropical desde Panamá a Colombia.

## Taxonomía
Stenosepala hirsuta  fue descrita por C.Perss. y publicado en Novon 10(4): 403–406, f. 1, en el año 2000.